# NGC 7466
NGC 7466 is een spiraalvormig sterrenstelsel in het sterrenbeeld Pegasus. Het hemelobject werd op 20 september 1873 ontdekt door de Franse astronoom Édouard Jean-Marie Stephan.

## Synoniemen
- IC 5281
- ZWG 475.23
- UGC 12319
- MK 1127
- MCG 4-54-17
- NPM1G +26.0515
- IRAS 22596+2647
- PGC 70299